# Ravninata
Ravninata (bulgariska: Равнината) är ett distrikt i Bulgarien.   Det ligger i kommunen Obsjtina Rudozem och regionen Smoljan, i den södra delen av landet, 160 km sydost om huvudstaden Sofia.
I omgivningarna runt Ravninata växer i huvudsak blandskog. Runt Ravninata är det ganska glesbefolkat, med 47 invånare per kvadratkilometer.